# Jovanka Broz
Jovanka Broz (née Budisavljević; em sérvio:  Јованка Броз, Будисављевић; Pećane, 7 de dezembro de 1924 – Belgrado, 20 de outubro de 2013) foi a primeira-dama da Iugoslávia como esposa do presidente iugoslavo Josip Broz Tito. Ela era tenente-coronel do Exército Popular Iugoslavo.
Ela foi casada com Tito de 1952 até sua morte em 1980. Após a morte do marido, todos os seus bens foram confiscados e ela mudou-se para uma villa estatal, onde teria vivido praticamente em prisão domiciliária.

## Biografia
Jovanka Budisavljević nasceu em 7 de dezembro de 1924, em uma família de etnia croata sérvia de Milica (née Svilar) e Milan "Mićo" Budisavljević em Pećane perto de Udbina, nas regiões históricas de Krbava e Lika da Croácia, na época parte do Reino dos Sérvios, Croatas e Eslovenos. Em abril de 1941, quando a Segunda Guerra Mundial começou na Iugoslávia, a família Budisavljević foi forçada a fugir do regime violentamente antissérvio Ustaše do Estado Independente da Croácia, que tinha como alvo um terço dos sérvios prečani para conversão forçada ao catolicismo, outro terço para expulsão e o terço final para extermínio. A casa da família acabou sendo incendiada pelas tropas Ustaše. Ela se juntou aos Partisans Iugoslavos logo depois, aos 17 anos.

## A vida com e ao redor de Tito

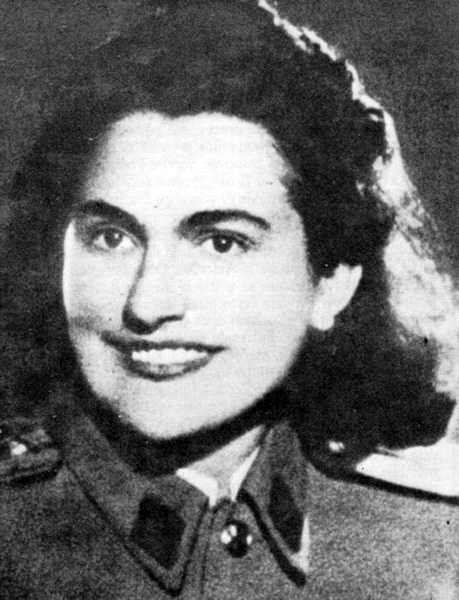
Jovanka Broz como partisan na década de 1940.

O ex-general do Exército Popular Iugoslavo (JNA) Marjan Kranjc diz que Jovanka foi designado para o marechal já em 1945 como parte do pessoal que verificava sua alimentação e limpeza geral com o objetivo de prevenir doenças. Após a morte do grande amor de Tito  Davorjanka Paunović, cujo túmulo está no Complexo Real em Dedinje, em 1946, Jovanka tornou-se sua secretária pessoal de acordo com Kranjc. “Dessa forma, ela se tornou parte do círculo de segurança mais interno em torno de Tito e teve que assinar um acordo secreto de cooperação com o Serviço de Segurança do Estado (SDB), que era a lei” — diz Kranjc.

### Relacionamento inicial
Milovan Đilas, um dos principais membros e ideólogos do movimento revolucionário comunista, e um dissidente subsequente, fornece mais detalhes sobre Jovanka durante este período em Titom de Druženje (Amizade com Tito). Segundo ele, o relacionamento com Tito foi extremamente difícil para ela: 
Ela nunca apareceu fora da companhia de Tito. Nós a víamos muitas vezes enquanto ela fazia vigília por horas em um corredor (enquanto fazíamos uma reunião noturna lá dentro), para ter certeza de que ela estaria disponível se Tito precisasse de alguma coisa enquanto ele ia dormir. Por causa disso, a ira e a falta de confiança que recebia dos outros servos eram quase inevitáveis. (De acordo com o que foi oferecido), os motivos de sua proximidade com Tito poderiam ter sido explicados de inúmeras maneiras, nenhuma das quais mostraria sua personagem de uma maneira boa: ascensão na carreira, bajulação, extravagância feminina maliciosa, exploração da solidão de Tito. […] Para ela, Tito era uma divindade da guerra e do partido comunista, por quem todos deveriam sacrificar tudo o que tinham. Ela era uma mulher em profundo processo de compreensão de Tito como homem, ao mesmo tempo que se apaixonava cada vez mais e com devoção por ele. Ela estava resignada a queimar-se ou a desaparecer, desconhecida e não reconhecida se fosse necessário, ao lado do homem divino com quem sonhava e a quem só poderia pertencer agora que ele a escolheu.

### Casamento

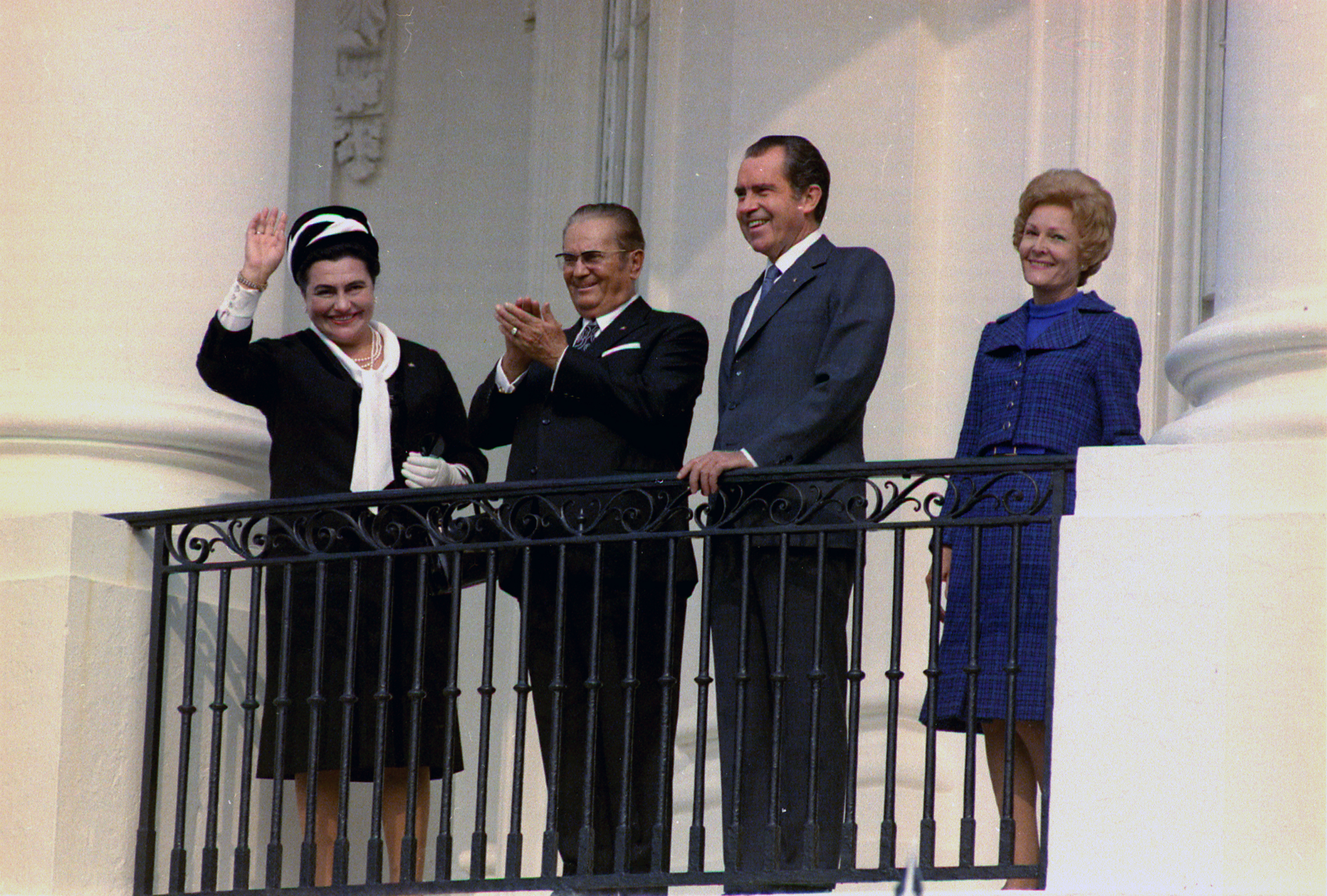
Jovanka Broz em 1971 durante uma visita à Casa Branca, com Tito, o Presidente dos Estados Unidos Richard Nixon, e a primeira-dama Pat Nixon.

A data exata do casamento também está sujeita a debate. A cerimônia secreta de casamento aconteceu em 1951 ou em abril de 1952; no entanto, o local da cerimônia também não está claro. Algumas fontes dizem que ocorreu na vila Dunavka, em Ilok, enquanto outras listam o município de Čukarica, em Belgrado, como o local.

### Deterioração

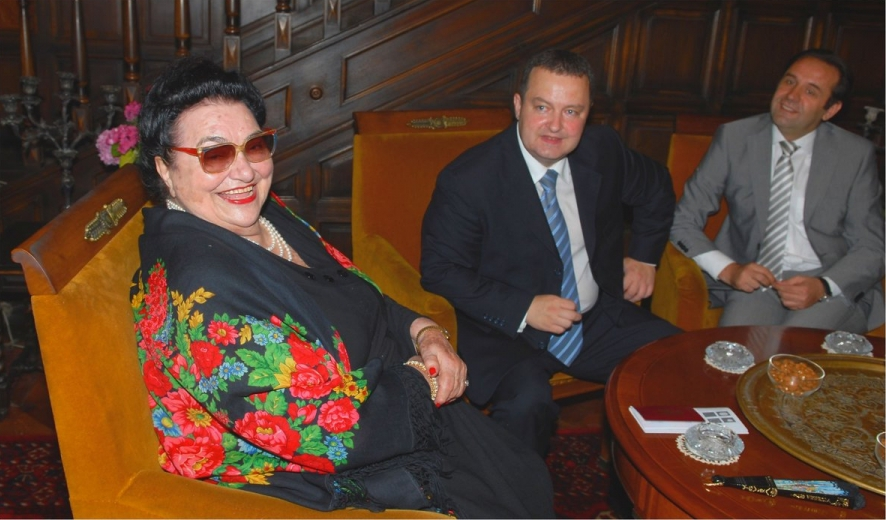
Jovanka em sua casa em junho de 2009 com Ivica Dačić e Rasim Ljajić.

Muitos acreditavam que ela era vítima das ambições de vários políticos que conseguiram manipular o idoso marechal para que se voltasse contra sua esposa. De acordo com Ivo Eterović, um escritor e fotógrafo com acesso sem precedentes ao longo de décadas ao casal governante da Iugoslávia, "os principais culpados pela divisão Tito-Jovanka são aquele porco Stane Dolanc e o general Nikola Ljubičić". Em 1975, Tito deixou a casa comum e ela não o viu entre 1977 e 1980, quando ele morreu. Após a morte do marechal Tito, ela viveu reclusa em Dedinje, um subúrbio de Belgrado, em prisão domiciliária. A casa estava em péssimas condições; ninguém se importava em consertar nada. O telhado estava vazando, ela não tinha a pensão nem os documentos (RG e passaporte e cartão de saúde). Ela viveu sem aquecimento por 8 anos. Ela obteve sua identidade e passaporte em 2009. Eles levaram o carro dela, então ela não pôde ir ao túmulo do marido quando quis. O governo teve que ser notificado se ela saísse de casa. Ela praticamente não teve direitos humanos durante 30 anos.

### Morte

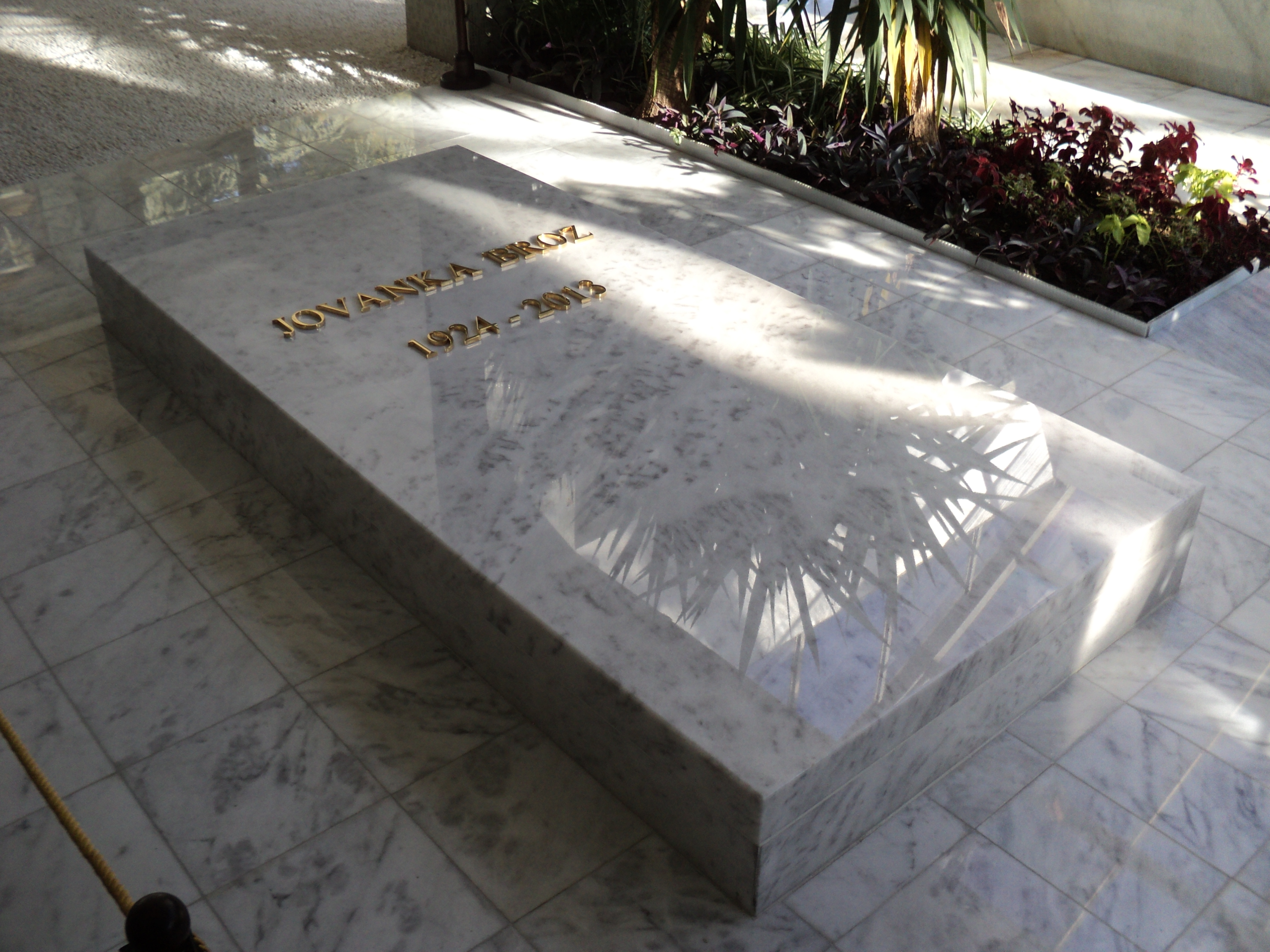
Tumba de Jovanka Broz no mausoléu da Casa das Flores, Belgrado.

Jovanka foi hospitalizada em 23 de agosto de 2013 e morreu de ataque cardíaco em um hospital de Belgrado em 20 de outubro de 2013, aos 88 anos Ela foi enterrada no mausoléu da Casa das Flores, perto do túmulo de seu marido.

### Memórias
O seu livro de memórias intitulado "Moj život, Moja istina" (Minha Vida, Minha Verdade), foi lançado apenas três semanas antes de sua morte.

## Honras
- França: Dama Grã-Cruz da Ordem Nacional do Mérito (8 de maio de 1956).
- Países Baixos: Dama Grã-Cruz da Ordem da Coroa (22 de outubro de 1970).[15]
- Irã Pahlavi: Medalha Comemorativa do 2.500º Aniversário da Fundação do Império Persa (14 de outubro de 1971).[16][17]
- Família Real Nepalesa: Membra da Primeira Classe da Ilustre Ordem dos Três Poderes Divinos (2 de fevereiro de 1974).[18]